# Agrotis obsoleta
Agrotis obsoleta là một loài bướm đêm trong họ Noctuidae.